# Jacaltenango
Jacaltenango – miasto w zachodniej Gwatemali, w departamencie Huehuetenango, 75 km na północny zachód od stolicy departamentu miasta Huehuetenango i około 30 km od granicy państwowej z Meksykiem. Miasto leży w kotlinie, w górach Sierra Madre de Chiapas, na wysokości 1455 m n.p.m. Według danych szacunkowych w 2012 roku liczba ludności miasta wyniosła 32 268 mieszkańców, co sprawiało, że po stołecznym było największym miastem departamentu.

## Gmina Jacaltenango
Jest siedzibą władz gminy o tej samej nazwie, która w 2012 roku liczyła 44 593 mieszkańców. Gmina jak na warunki Gwatemali jest nieduża, a jej powierzchnia obejmuje 212 km².